# Анавон (Илиноис)
Анавон (енгл. Annawan) град је у америчкој савезној држави Илиноис. По попису становништва из 2010. у њему је живело 878 становника.

## Демографија
Према попису становништва из 2010. у граду је живело 878 становника, што је 10 (1,2%) становника више него 2000. године.
| Група             | 2000.       | 2010.       |
| Белци             | 858 (98,8%) | 844 (96,1%) |
| Афроамериканци    | 0 (0,0%)    | 5 (0,6%)    |
| Азијати           | 0 (0,0%)    | 12 (1,4%)   |
| Хиспаноамериканци | 10 (1,2%)   | 14 (1,6%)   |
| Укупно            | 868         | 878         |